# Поэма Края
Поэма Кра́я (англ. End Poem) — стихотворение из финальных титров игры Minecraft, написанное Джулианом Гофом в 2011 году по просьбе Маркуса Перссона и добавленное в игру в версии Beta 1.9 Prerelease 6. Стихотворение состоит из около 1500 слов и представляет собой диалог двух неизвестных, обсуждающих действия игрока.
В декабре 2022 года Джулиан Гоф написал в своём блоге, что он не передавал права на поэму ни Mojang, ни Майкрософт (купившей Minecraft у Mojang). Вместо судебных споров Гоф решил передать поэму в общественное достояние.

## Создание
В октябре 2011 года, когда до планируемой даты выпуска Minecraft 1.0.0 на MineCon 2011 оставался месяц, Маркус Перссон написал в своём «Твиттере», что ему нужен человек для написания текста, отображающегося после «победы» в Minecraft. Маркус отправил Джулиану электронное письмо с предложением написать концовку, и Гоф решил «помочь другу». По словам Гофа, Маркус не имел представления о том, как должна закончиться игра, и дал ему полную свободу действий.

## Использование в Minecraft

Часть Поэмы Края с искажёнными в игре словами

Поэма Края и последующие за ней титры показываются после победы над Драконом Края, когда игрок проходит через портал на центральном острове для возвращения в Верхний мир. Сама поэма представляет собой диалог двух неизвестных, реплики которых различаются цветом (тёмно-бирюзовый и тёмно-зелёный). Некоторые слова рассказа намеренно искажены.
В начале поэмы неизвестные замечают игрока, о котором «тёмно-зелёный» рассказывал «тёмно-бирюзовому»:

I see the player you mean.
((insert player’s name here))?
Yes. Take care. It has reached a higher level now. It can read our thoughts.
That doesn’t matter. It thinks we are part of the game.
I like this player. It played well. It did not give up.
It is reading our thoughts as though they were words on a screen.
…

Далее идёт их диалог, который заканчивается двенадцатью строчками, начинающимися со слов: «and the universe said…», и упоминанием о том, что игрок находится во сне:

…
And the game was over and the player woke up from the dream. And the player began a new dream. And the player dreamed again, dreamed better. And the player was the universe. And the player was love.
You are the player.
Wake up.

За Поэмой Края начинаются титры с перечислением людей, причастных к созданию игры.